# Canutillo
Canutillo è un census-designated place degli Stati Uniti d'America, situato nella contea di El Paso dello Stato del Texas.
La popolazione era di 6.321 persone al censimento del 2010. Fa parte dell'area metropolitana di El Paso.

## Geografia fisica
Canutillo è situata a 31°55′05″N 106°36′00″W (31.917982, -106.599903).
Secondo lo United States Census Bureau, ha un'area totale di 2,9 miglia quadrate (7,5 km²), di cui 0,15 miglia quadrate (0,4 km²), o 5,56%, d'acqua.

## Società

### Evoluzione demografica
Secondo il censimento del 2000, c'erano 5.129 persone, 1.479 nuclei familiari e 1.248 famiglie residenti nella città. La densità di popolazione era di 1.693,2 persone per miglio quadrato (653,6/km²). C'erano 1.602 unità abitative a una densità media di 528,9 per miglio quadrato (204,1/km²). La composizione etnica della città era formata dal 93,78% di bianchi, lo 0,60% di afroamericani, lo 0,23% di nativi americani, lo 0,08% di asiatici, il 4,46% di altre razze, e lo 0,84% di due o più etnie. Ispanici o latinos di qualunque razza erano l'89,88% della popolazione.
C'erano 1.479 nuclei familiari di cui il 48,7% aveva figli di età inferiore ai 18 anni, il 60,9% erano coppie sposate conviventi, il 17,2% aveva un capofamiglia femmina senza marito, e il 15,6% erano non-famiglie. Il 13,3% di tutti i nuclei familiari erano individuali e il 5,6% aveva componenti con un'età di 65 anni o più che vivevano da soli. Il numero di componenti medio di un nucleo familiare era di 3,44 e quello di una famiglia era di 3,78.
La popolazione era composta dal 35,5% di persone sotto i 18 anni, il 10,8% di persone dai 18 ai 24 anni, il 28,4% di persone dai 25 ai 44 anni, il 17,2% di persone dai 45 ai 64 anni, e l'8,1% di persone di 65 anni o più. L'età media era di 27 anni. Per ogni 100 femmine c'erano 95,9 maschi. Per ogni 100 femmine dai 18 anni in giù, c'erano 90,9 maschi.
Il reddito medio di un nucleo familiare era di 20.869 dollari, e quello di una famiglia era di 22.458 dollari. I maschi avevano un reddito medio di 16.985 dollari contro i 14.712 dollari delle femmine. Il reddito pro capite era di 7.655 dollari. Circa il 31,9% delle famiglie e il 36,8% della popolazione erano sotto la soglia di povertà, incluso il 49,3% di persone sotto i 18 anni e il 32,6% di persone di 65 anni o più.